# 太田穣
太田 穰（おおた みのる）は、日本の弁護士。日本の「四大法律事務所」の一つ、長島・大野・常松法律事務所のパートナー弁護士、シニアカウンセル。慶應義塾大学大学院法務研究科教授等を歴任。

## 人物・経歴
1985年一橋大学法学部卒業、1994年ワシントン大学法科大学院修了。ゼネラル・エレクトリック・ビジティング・カウンシルを経て、長島・大野・常松法律事務所パートナー弁護士。1996年名古屋大学法学部非常勤講師、2004年慶應義塾大学大学院法務研究科教授、2006年ファーストリテイリング株式会社監査役。経済産業省産業構造審議会環境部会地球環境小委員会市場メカニズム専門委員会委員、環境省国内排出量取引制度の法的課題に関する検討会委員等も歴任。

## 著作
- 「国・公有地と土地信託について--大分県インテリジェントビル建設計画の場合」信託(通号 149) 1987.02
- 『企業組織法務』（小林俊夫, 原秀六と共著）税務経理協会, 1997.7.
- 「新会社法の実務上の要点(6)計算」（共著）旬刊商事法務 (通号 1723) 2005.2.25
- 「若気の至り」ケース研究2007(1) (通号 291) 2007.5
- 「歩んできた道、これからの道--日弁連客員研究員推薦留学制度10周年を記念して」（共著） 自由と正義.  59(6) (通号 713) 2008.6
- 「排出量取引の概要と弁護士業務」The Lawyers. 6(3) 2009.3
- 「超ビジネス法務弁護士の価値観に立って取り組む、土壌汚染対策業務」6(3) 2009.3
- 「日弁連客員研究員留学制度について」自由と正義. 60(7) (通号 726) 2009.7
- 『解説電子記録債権法』（池田真朗と共編）弘文堂, 2010.2.
- 「SFJ Report 再生可能エネルギーと買取制度・クレジット 」流動化・証券化協議会会報誌「SFJジャーナル」5 2011.8
- 「国際企業活動と債権法改正」商事法務(984):2012.9.1